# 北沢バンビ
北沢 バンビ（きたざわ バンビ、1979年 - ）は、日本の漫画家。

## 来歴
東京都生まれ。2004年に『コーラス』（集英社）Summer号に掲載された「シンデレラエクスプレス」でデビュー。2006年より『全部ホンネの笑える話』（秋田書店）にて『北沢家だヨ！全員集合』を連載。2009年に同作を『ぐーたんファミリー』と改題し、北沢初となる単行本として刊行。2015年には『オンナミチ』がテレビドラマ化。

## 作品リスト

### 連載
- 北沢家だヨ！全員集合（『全部ホンネの笑える話』2006年[1] - 、全1巻） - エッセイ、単行本のタイトルは『ぐーたんファミリー』[1]
- シークレット（『フィールヤング』連載、全1巻）
- TRASH（『フィールヤング』2009年9月号[4] - 、全1巻）
- ハリセンボンのOLちゃんダイアリー（『コミックヨシモト』連載→『まんがこっち』連載[5]） - ハリセンボンを漫画化した作品[5]、単行本はワニブックスより刊行
- 永田町ワールドフェイマス（原作：スパイスランド、プロデュース：大石賢一、『コーラス』2010年9月号[6] - 、全2巻）
- オンナミチ（『ビッグコミックスペリオール』2012年6号[7] - 2014年17号、全5巻[3]）
  - オンナミチ 特別編（『ビッグコミックスペリオール』2015年16号[8]）
- オンナの格言集-ゲンダイ女子の道シルベ-（リイド社、全1巻）
- 女たちの告白（ぶんか社） - 単行本は電子書籍限定刊行
- 今日も、なんとか生きてます。（『ビッグコミック増刊号』[9]2017年12月17日号[10] - 、既刊1巻）
- 今夜M山町のホテルで（『本当にあった笑える話Pinky』2018年1月号 - 2023年3月号[11]）
- あなたに抱かれたいだけなのに（原作：内藤みか、『comicタント』Vol.2[12] - Vol.28[13]）
- カラダトモダチ（原作：Yuki Ishizaki、『comicルクス』Vol.1[14] - ）

### 読み切り
- シンデレラエクスプレス（『コーラス』2004年Summer号）
- ギャル妹の初出産（アンソロジー『しあわせ出産！』収録、2009年11月30日発売[15]）
- RT リツイート（『コーラス』2010年8月号別冊付録「婚コレ！」[16]）
- 大山さんちの明るい家族計画（『ビッグコミックスペリオール』2015年1号[17]）

### その他
- 河内遙ができるまで（『マンガ・エロティクス・エフ』vol.62、2010年） - 応援メッセージ寄稿[18]
- 『夏雪ランデブー アニメ＆原作 公式ガイドブック』（2012年） - 寄せ描き寄稿[19]
- 『甦る！ 石ノ森ヒーローファイル』（2013年8月30日発売[20]） - 「僕たちの石ノ森ヒーロー」コーナー寄稿[20]
- コンピレーションアルバム「TEARS in R&B〜泣いて泣いて泣いた歌の数だけきっと幸せになれるはず。」ジャケットイラスト（2014年2月5日[21]）

## 活動
- 2015年7月18日、『オンナミチ』のドラマの放送に先がけたイベント「NHK WONDERLAND2015」が開催され、北沢もトークショーに参加[22]。
- 2017年11月25日、テンプル大学ジャパンキャンパスにて開催されたイベント「コミックアート東京」の一環として行われたイベント「Women in Manga / マンガの中の女性」で、ヤマシタトモコとともに北沢がトークイベントに出演[23]。

## 関連人物
河内遙
北沢とほぼデビュー時期が同じで、交流のある漫画家。